# بخش اوجین
بخش اوجین (به انگلیسی: Ujjain district) یک منطقهٔ مسکونی در هند است که در Ujjain division واقع شده‌است. بخش اوجین ۶٬۰۹۱ کیلومتر مربع مساحت و ۱٬۹۸۶٬۸۶۴ نفر جمعیت دارد.